# Pierre Salama
Pierre Salama (* 2. Januar 1917 in Algier; † 2. April 2009 in Paris) war ein französischer Klassischer Archäologe und Epigraphiker.

## Leben
Pierre Salama besuchte das Grand Lycée in Algier, wo die Archäologen und Philologen Jacques Heurgon und Louis Leschi sowie der Geograph Jean Despois ihn prägten. Anschließend studierte er an der Universität Algier Archäologie und Rechtswissenschaft.
Während des Zweiten Weltkriegs kämpfte Salama in Frankreich (1940), Tunesien (1942–1943), Italien (1943–1944) und im Elsass (1944–1945). Für seinen Kampfeinsatz wurde er in die Ehrenlegion aufgenommen.
Nach seiner Entlassung schloss er 1947 sein Studium ab. 1952 wurde er als Dozent für nordafrikanische Geschichte am Institut für Politikwissenschaften der Universität Algier angestellt. Daneben arbeitete er ab 1956 am Centre national de la recherche scientifique (CNRS) an einem Projekt zur antiken Militärgeschichte. Für seine Arbeit erhielt er den Prix Thorlet der Académie des inscriptions et belles-lettres.
Als Algerien 1962 seine Unabhängigkeit von Frankreich proklamierte, entschloss sich Salama im Lande zu bleiben. Er vertrat weiterhin die Geschichts- und Rechtswissenschaft an der Universität. Im Zuge der Arabisierung des Bildungswesens stellte er ab 1984 seine Vorlesungen ein und wanderte 1989 nach Frankreich aus. Seinen Lebensabend verbrachte er in Paris.
Salama beschäftigte sich vorrangig mit der Geschichte des römischen Nordafrika. Er legte zahlreiche Studien zur Topografie sowie Wirtschafts- und Militärgeschichte vor, wobei er numismatische und inschriftliche Quellen auswertete. Zuletzt arbeitete er an einem Teilband für das Corpus Inscriptionum Latinarum (CIL), der die Meilensteine Nordafrikas versammelt.

## Schriften (Auswahl)
- Les voies romaines de l’Afrique du nord. Algier 1951
- Bornes milliaires d’Afrique proconsulaire. Un panorama historique du Bas Empire romain. Tunis 1987
- Les bornes milliaires du territoire de Tipasa. Sassari 2001
- Promenades d’antiquités africaines. Scripta varia de Pierre Salama. Paris 2005 (mit Schriftenverzeichnis und Kurzbiografie)